# Uggerby
Uggerby is een plaats in de Deense regio Noord-Jutland, gemeente Hjørring. De plaats telt 237 inwoners (2008).